# Cupra
SEAT Cupra S.A.U. — дочерняя компания испанского автопроизводителя SEAT, входящего в состав Volkswagen Group. Штаб-квартира расположена в Мартореле, недалеко от Барселоны.

## История
Бренд Cupra был основан 31 января 2018 года. Логотип Cupra представляет собой два пересечённых треугольника. По словам Алехандро Месонеро-Романоса, философия треугольного логотипа заключается в том, что треугольник представляет собой динамичную форму, имеет устойчивое основание и указывает в чётком направлении.
Первой моделью компании стала Cupra Ateca, представленная в октябре 2018 года. В феврале 2020 года второй моделью бренда Cupra стала León. В марте 2020 года была представлена третья модель — Formentor.
В феврале 2021 года был представлен первый электромобиль — Cupra Born. Он тесно связан с Volkswagen ID.3. В апреле 2023 года начались продажи второго электромобиля — Cupra Tavascan.
В марте 2024 года подразделение Cupra объявило о намерении выйти на рынок США «к концу десятилетия».

## Продукция

### Выпускаемые автомобили
| Тип       | Модель      | Модель            | Текущее состояние | Текущее состояние | Описание модели                                                                        |
| Тип       | Изображение | Название(я)       | Год               | Фейслифтинг       | Описание модели                                                                        |
| --------- | ----------- | ----------------- | ----------------- | ----------------- | -------------------------------------------------------------------------------------- |
| Хетчбэк   |             | Born              | 2021              | 2024              | Компактный электромобиль-хетчбэк на базе Volkswagen ID.3. Базируется на платформе MEB. |
| Хетчбэк   |             | León              | 2020              | 2024              | Производная модель от SEAT León.                                                       |
| Универсал |             | León Sportstourer | 2020              | 2024              | Производная модель от SEAT León Sportstourer/Estate.                                   |
| Кроссовер |             | Ateca             | 2018              | 2020              | Высокопроизводительная версия SEAT Ateca.                                              |
| Кроссовер |             | Formentor         | 2020              | 2024              | Компактный кроссовер на базе León.                                                     |
| Кроссовер |             | Tavascan          | 2023              | —                 | Компактный электромобиль-кроссовер на платформе MEB.                                   |
| Кроссовер | TERRAMAR    | Terramar          | 2024              | —                 | Трёхрядный компактный (C-класс) кроссовер на базе Audi Q3.                             |

### Ожидаемые автомобили
- Cupra Raval

### Концепт-кары
- Cupra Ibiza (2018)

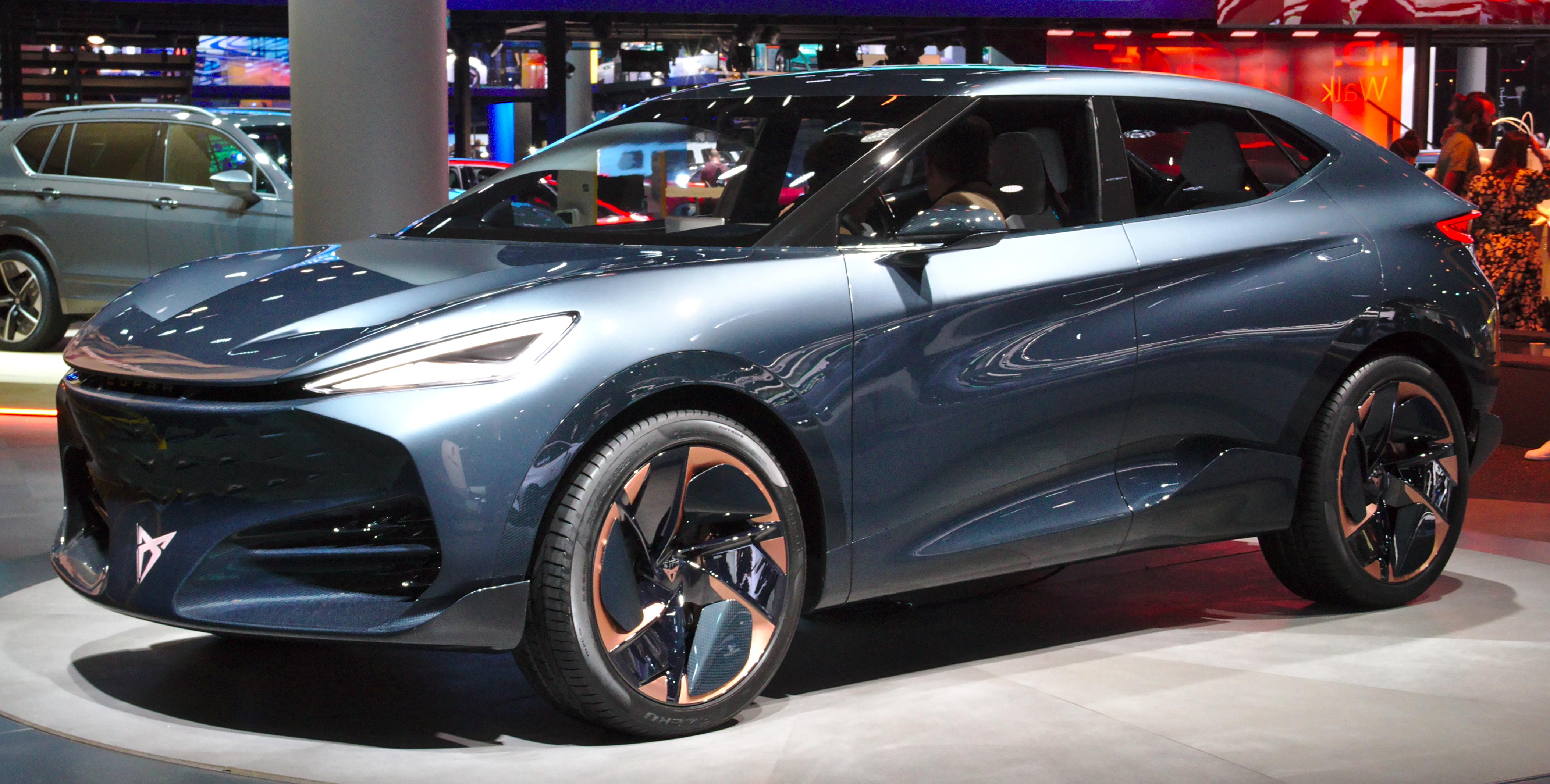
Cupra Tavascan (2019)
- Cupra Formentor (2019)
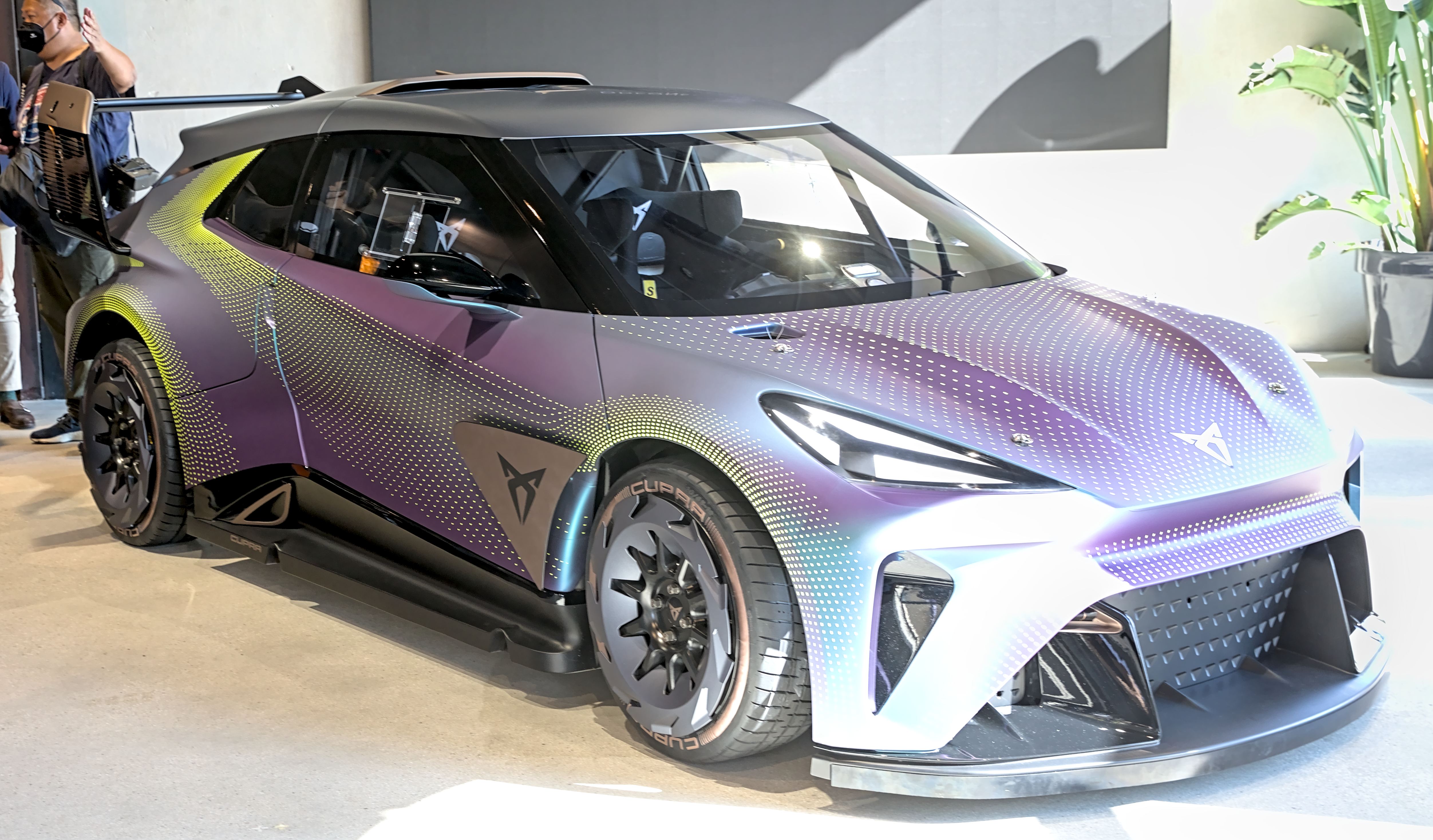
Cupra UrbanRebel (2021)
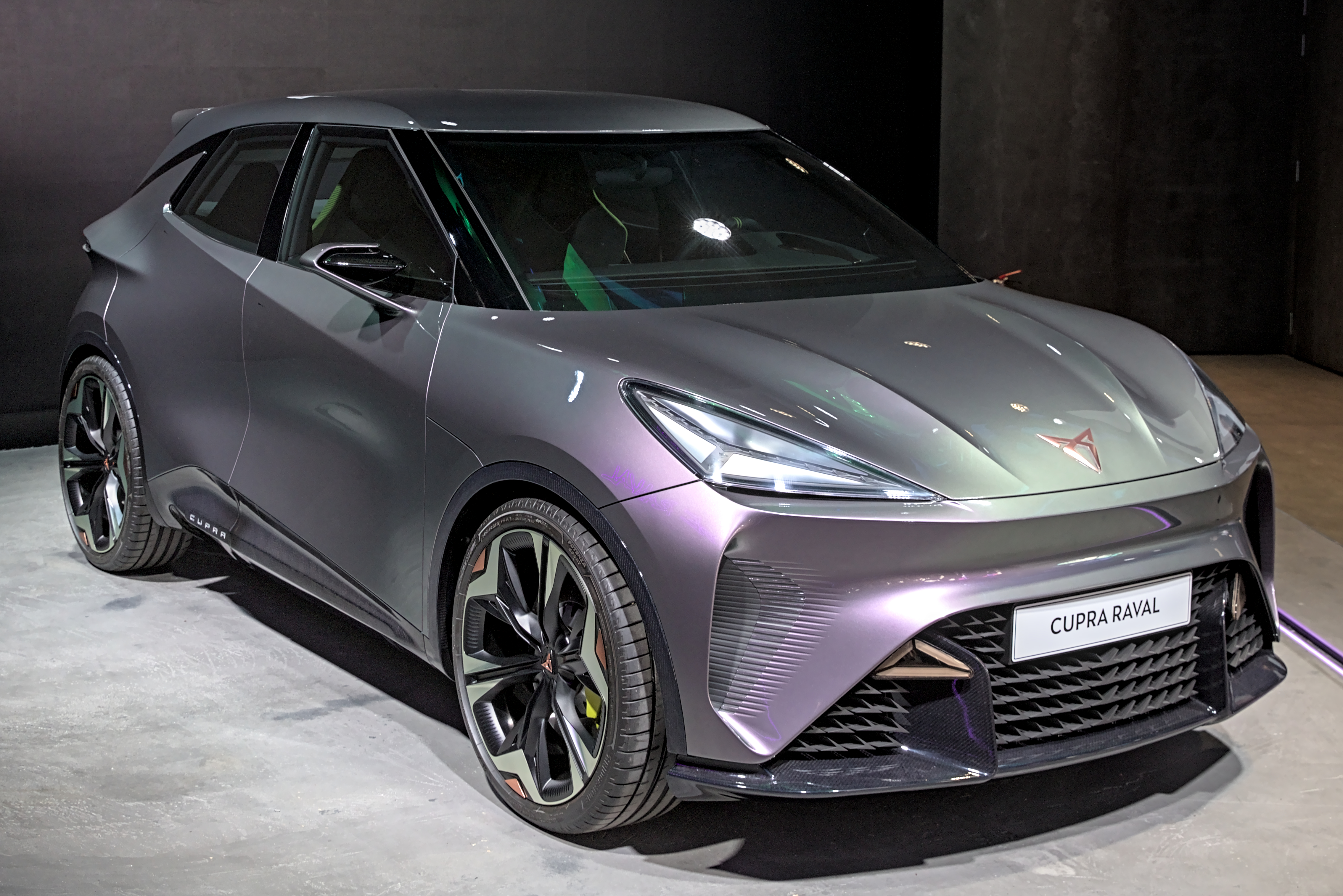
Cupra Raval (2022)
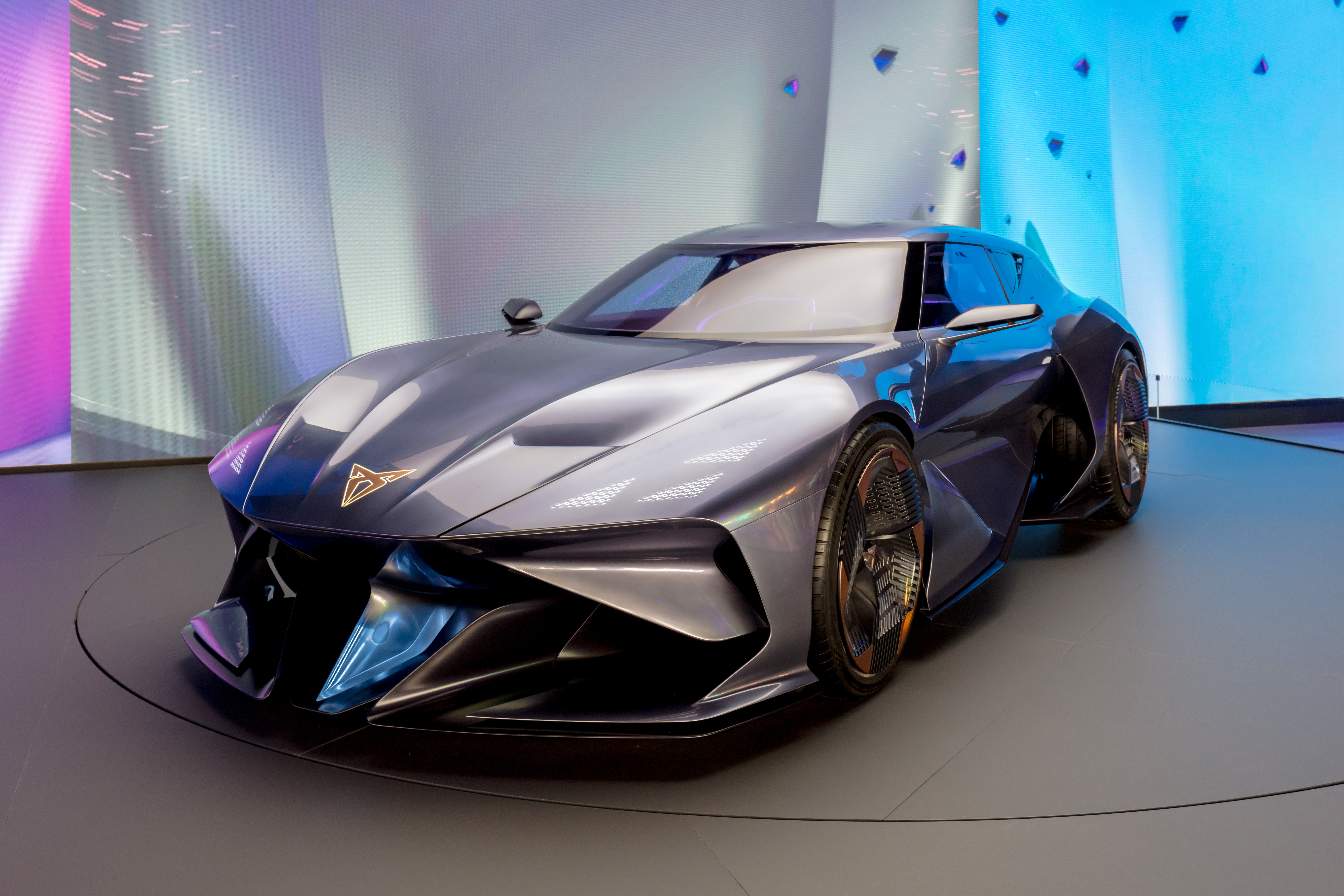
Cupra Dark Rebel Concept (2023)

- Cupra DarkRebel (2023)

- Cupra Tavascan (2019)
- Cupra Urban Rebel (2021)
- Cupra Raval (2022)
- Cupra Dark Rebel Concept (2023)

### Гоночные автомобили
- Cupra E-TCR (2018)
- Cupra E-Racer (2020)
- Cupra Tavascan Extreme E Concept (2021)

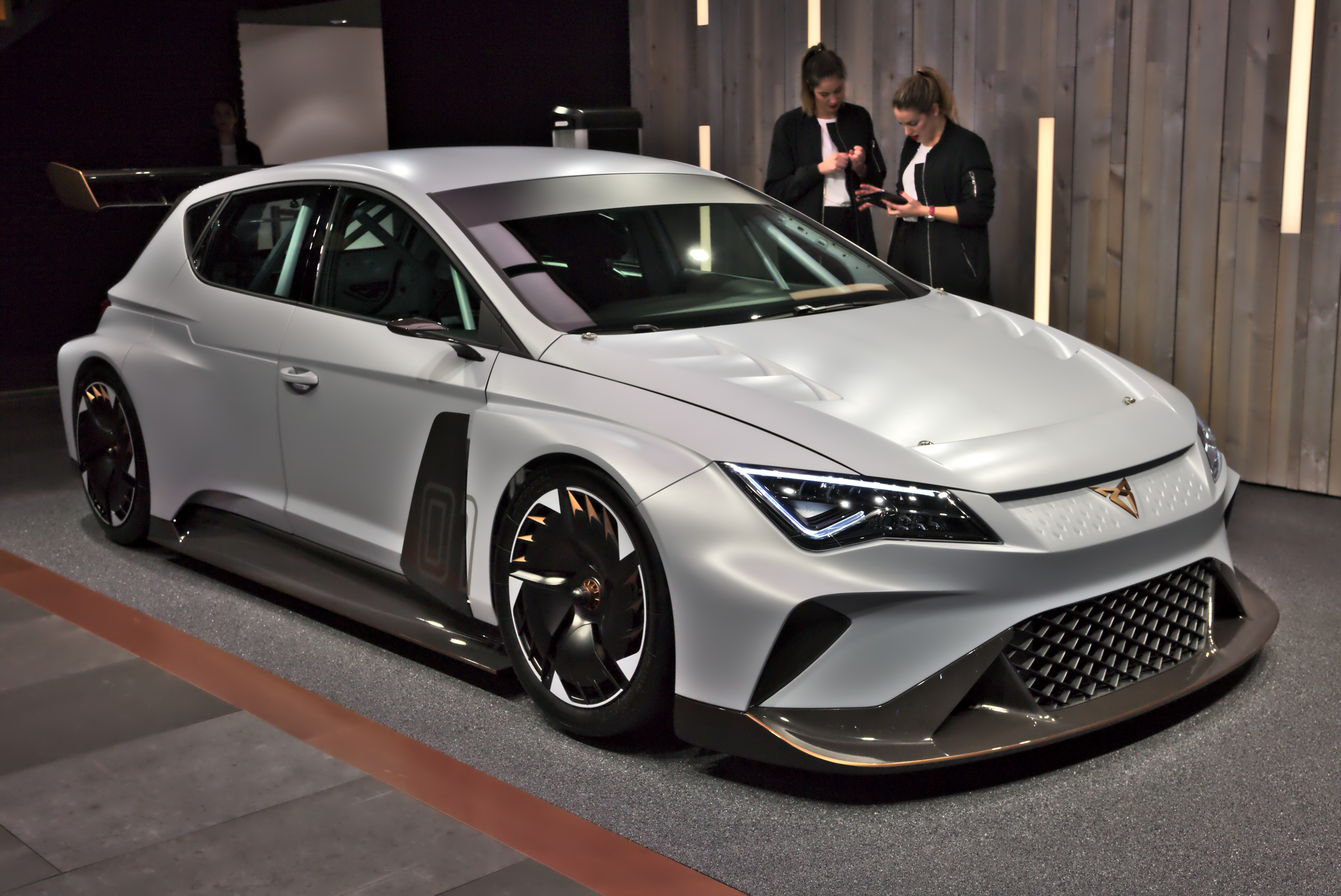
Cupra E-TCR (2018)
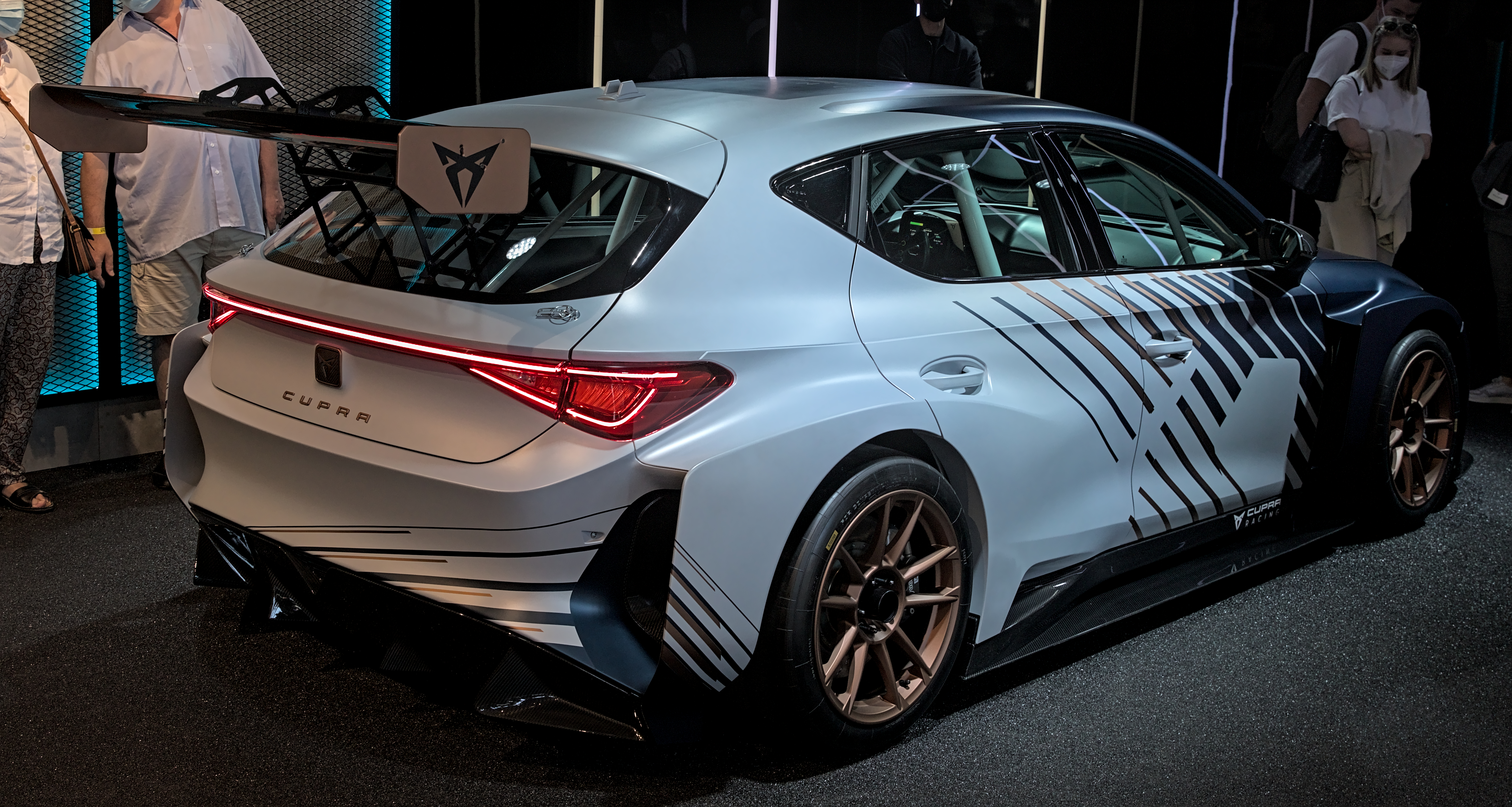
Cupra E-Racer (2020)
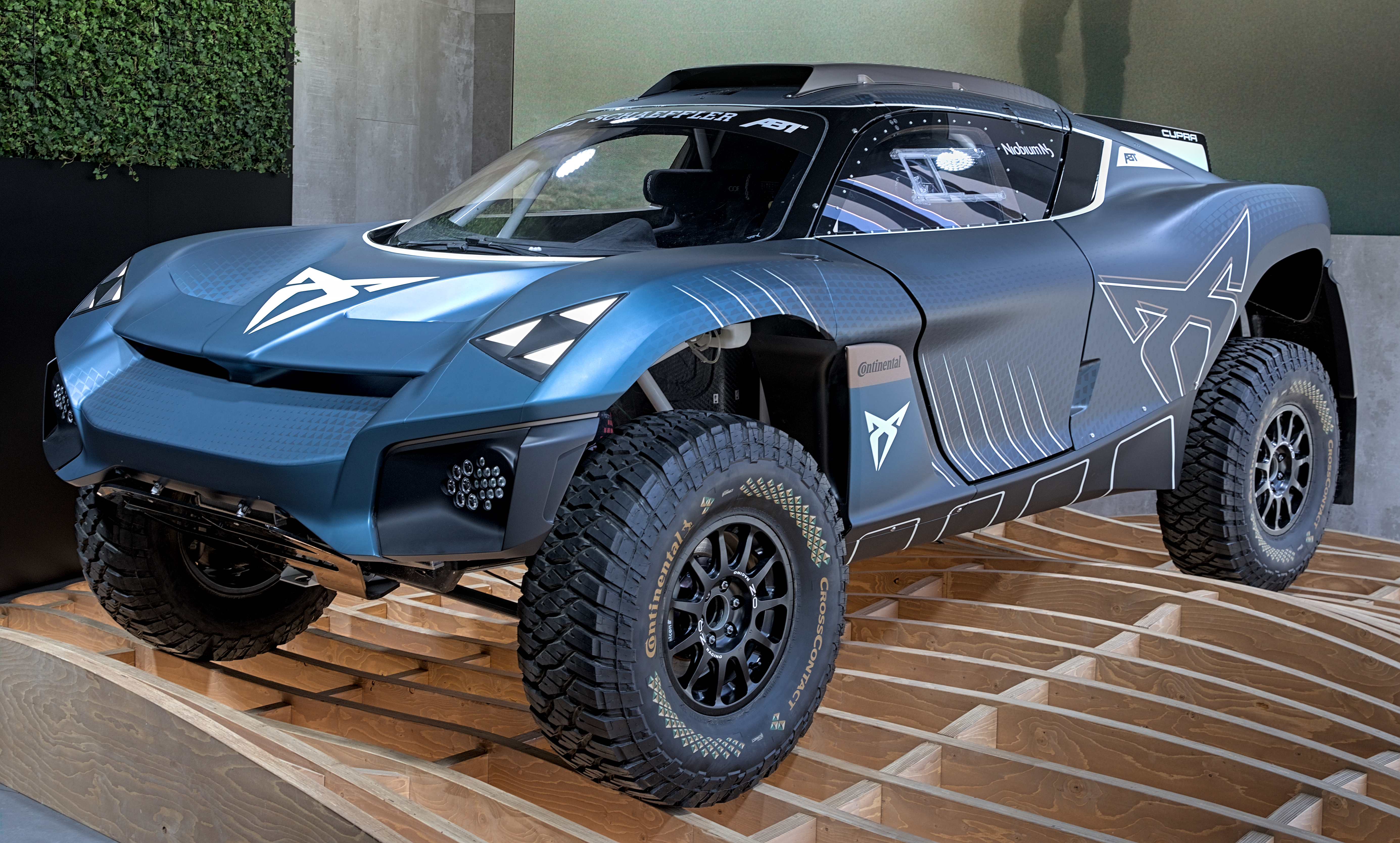
Cupra Tavascan Extreme E (2021)

### Яхта

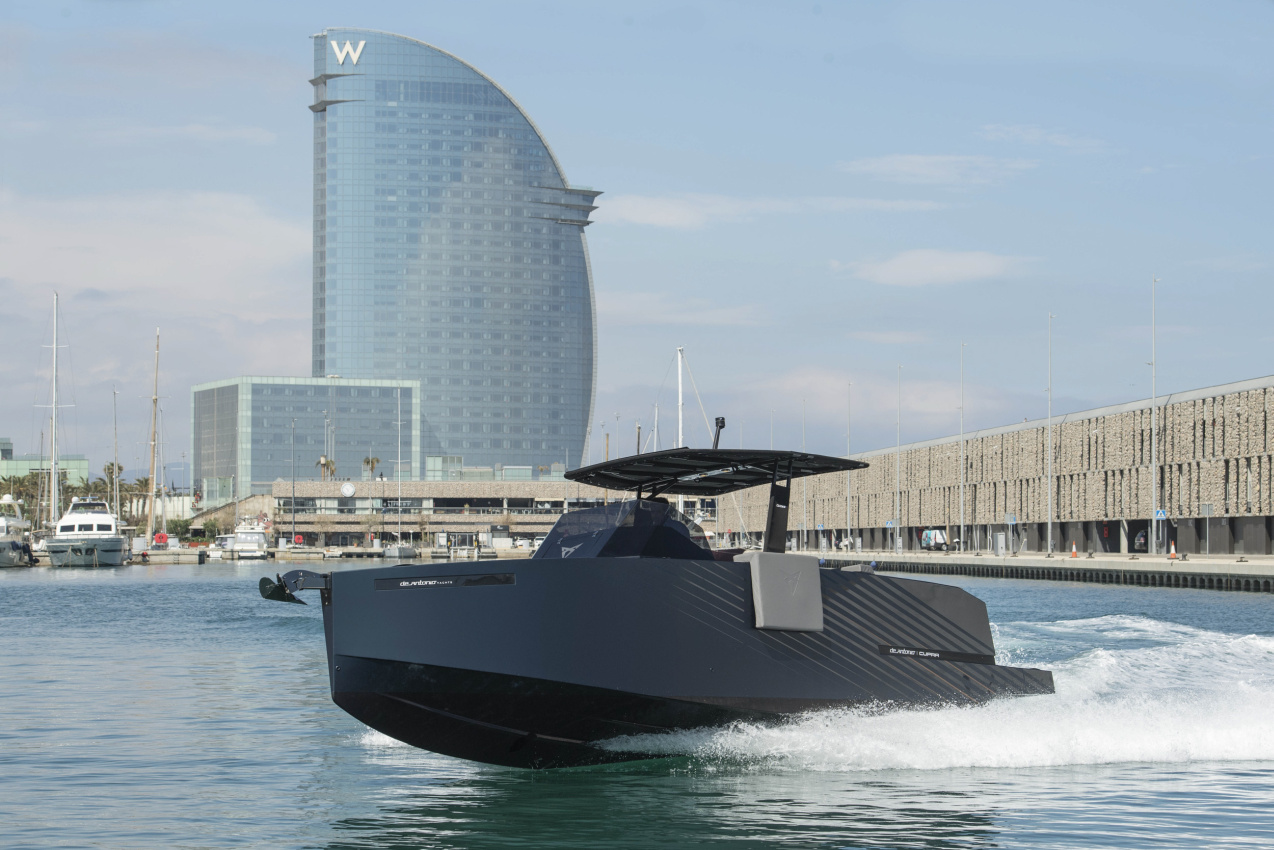
De Antonio Yachts D28 Formentor

De Antonio Yachts D28 Formentor — яхта, представленная в июле 2021 года в рамках совместного проекта барселонского судостроителя De Antonio Yachts и подразделения Color & Trim компании Cupra. Дизайн разработан в стиле Cupra Formentor VZ5.

## Производственные показатели
| Год  | Модели | Модели | Модели    | Модели | Всего   |
| Год  | Ateca  | León   | Formentor | Born   | Всего   |
| ---- | ------ | ------ | --------- | ------ | ------- |
| 2020 | Н/Д    | Н/Д    | 11,041    | —      | Н/Д     |
| 2021 | 4,505  | 13,670 | 58,863    | 4,801  | 81,839  |
| 2022 | 8,841  | 20,070 | 105,568   | 36,153 | 170,632 |
| 2023 | 14,228 | 62,103 | 124,670   | 45,748 | 246,749 |